# Gemeentelijk Lyceum Eindhoven

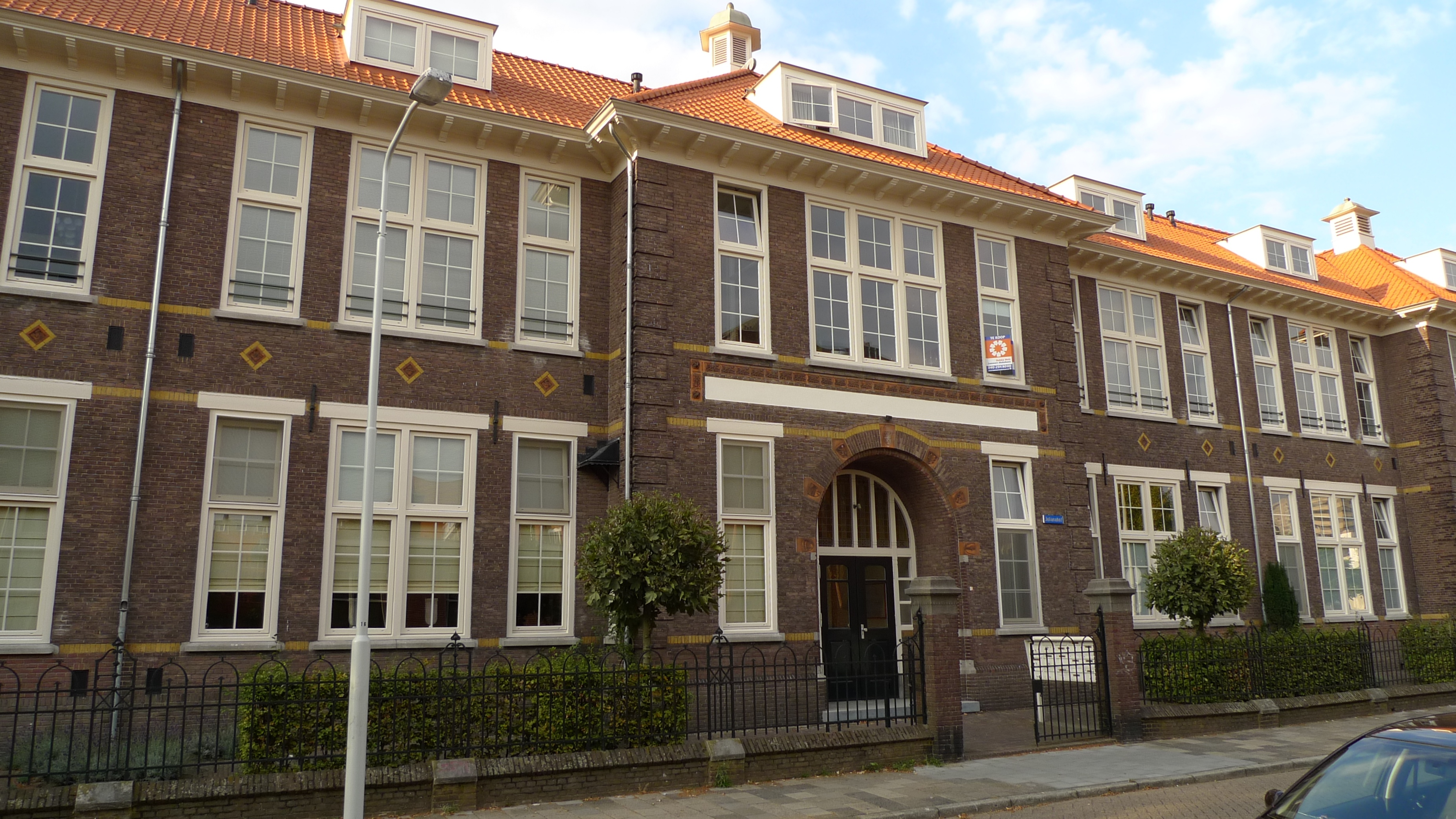
Gemeentelijke HBS

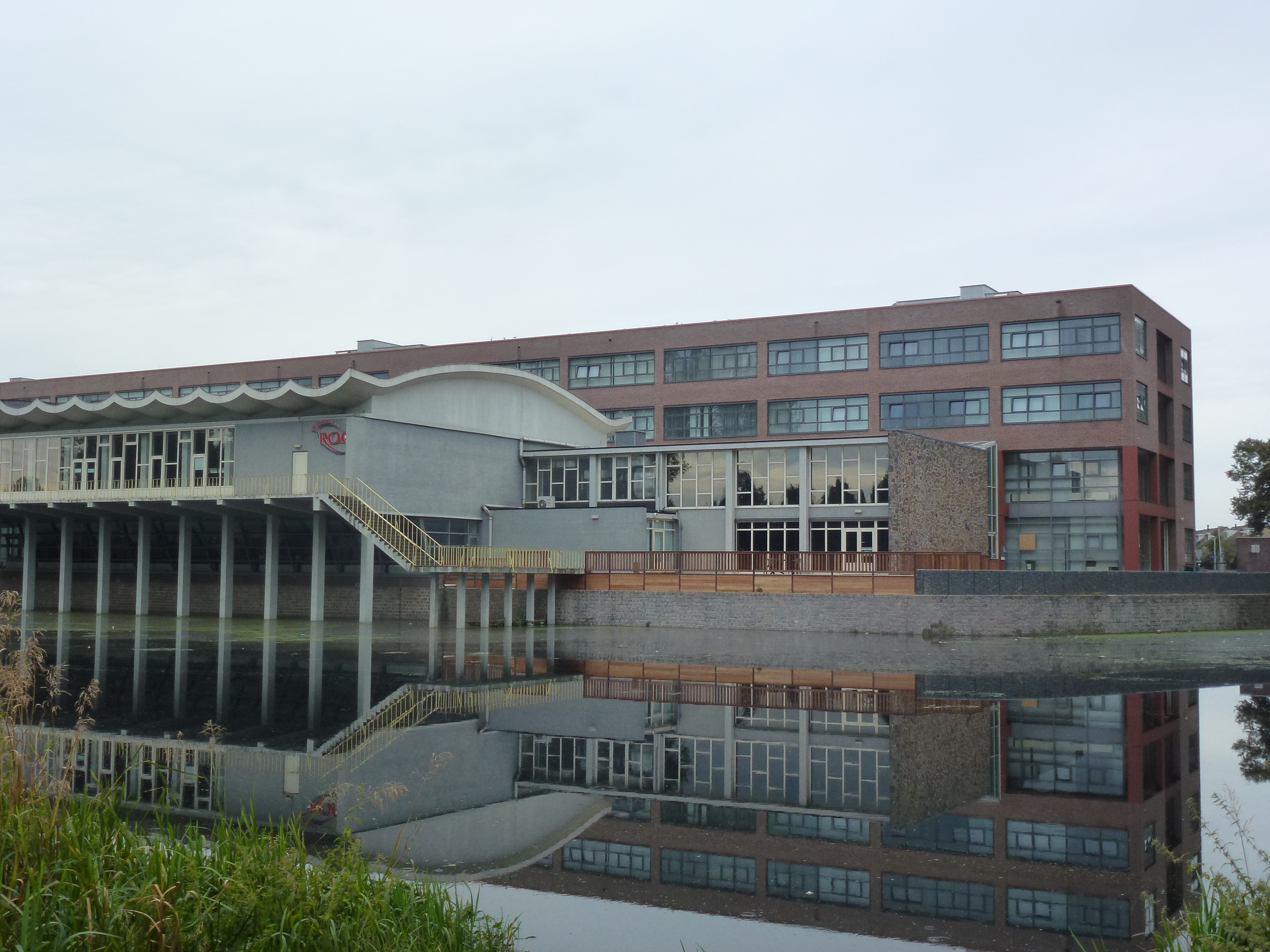
GLE-gebouw, tegenwoordig Summa College

Het Gemeentelijk Lyceum Eindhoven (GLE) is een voormalig lyceum in de stad Eindhoven.

## Geschiedenis
Het GLE is ontstaan in 1910 als Gemeentelijke HBS. De eerste lessen werden gegeven in enkele lokalen die ter beschikking werden gesteld door de Ambachtsschool aan de Catharinastraat. In 1912 kwam het gebouw aan de Julianastraat gereed. Gedurende de jaren '60 van de 20e eeuw werd het grote complex aan de Willem de Rijkelaan/Karel Martelweg in gebruik genomen. Het pand aan de Julianastraat (tegenwoordig: Julianahof) heeft nog enkele scholen, zoals de Nutskweekschool, gehuisvest, maar werd uiteindelijk verbouwd tot appartementencomplex. Het is geklasseerd als Rijksmonument.
Ondertussen werd er ook in het snel groeiende stadsdeel Woensel met gemeentelijk voortgezet onderwijs gestart. Zo kwam er, na in 1971 in een noodgebouw aan de Vijfkamplaan te zijn gehuisvest, een school voor mavo, havo en vwo aan de Henegouwenlaan 2 gereed. Een tweede locatie (voor mavo en vmbo) werd gevestigd aan de Oude Bossche Baan 20.
Omstreeks 1975 werd het GLE gesplitst. Er ontstond de Gemeentelijke Scholengemeenschap Genderdal (GSG), voor mavo, havo, meao, atheneum en gymnasium; de twee Woenselse locaties gingen verder als Gemeentelijke Scholengemeenschap Woensel (GSW).
In 1995 werd de school aan de Willem de Rijkelaan door de gemeente afgestoten. Het pand werd verbouwd om het Kempenpoort College te kunnen huisvesten. Dit zou een bundeling worden van een vijftal scholen. Uiteindelijk ontstond er een nog grotere scholenfusie, waarbij het ROC Eindhoven ontstond, wat in 2013 werd omgedoopt in Summa College. Het complex aan de Willem de Rijkelaan huisvest sindsdien de opleidingen van het Summa College die betrekking hebben op Zorg, Welzijn en Maatschappij en Gezondheid.